# Onderzoeksjournalistiek
Onderzoeks- of researchjournalistiek is een gespecialiseerde tak van de journalistiek die zich bezighoudt met diepgravend en vaak langdurig speurwerk naar nieuwsfeiten. Het journalistieke zoekwerk is gericht naar onthullingen en achtergronden die iets te maken kunnen hebben met bijvoorbeeld misdaad, corruptie, wanbeleid, wetsovertreding of andere zaken die zonder al die extra inzet aan publieke waarneming onttrokken zouden blijven.
Het speuren naar en verifiëren van gegevens voor een journalistieke productie (krant, boek, web- of tv-reportage) kan maanden tot jaren duren alvorens erover kan worden gepubliceerd. Omdat zij een bijzonder uithoudingsvermogen van de beroepsbeoefenaar vergt en specialistische kennis – ook van zoekmethoden – wordt onderzoeksjournalistiek beschouwd als een arbeidsintensieve en kostbare werkvorm. Zij onderscheidt zich daarmee van de standaardjournalistiek, waarbij een journalist vaak meer onderwerpen in een kort tijdsbestek en soms tegelijkertijd behandelt en afrondt. Een opkomende werkmethode is datajournalistiek, de aanduiding voor het via datamining doorzoeken van (grote) digitale gegevensbestanden, op zoek naar nieuws en verbanden. 

## Functies
- Analyse van rapporten, documenten en andere gegevensdragers over bijvoorbeeld rechtszaken, belastingkwesties, overheidsbeleid en wetenschap.
- Onderzoek naar technische achtergronden, bijvoorbeeld een vliegramp, een ernstig ongeluk of datalek.
- Het via interviews en achtergrondgesprekken verkrijgen van gegevens van betrokkenen zoals van materiedeskundigen, tipgevers en klokkenluiders.
- Verkrijgen van inzage in overheidsdocumenten, soms afgedwongen via juridische procedures voor openbaarheid van bestuur.
- Analyseren en valideren van de journalistieke waarde van de gevonden resultaten.
- Het voor het doelpubliek bewerken en uitzend- of persklaar maken van de nieuwsfeiten.

## Voorbeelden
- Ida Tarbells geschiedenis van John D. Rockefeller en Standard Oil
- Lincoln Steffens' "Shame of the Cities"-reeks over corrupte gemeenschappen.
- Seymour Hersh' verhalen over het Bloedbad van Mỹ Lai tijdens de Vietnamoorlog.
- Woodward en Bernsteins reportage over het Watergateschandaal.
- Mark Dowies onderzoek naar de fatale fouten in de Ford Pinto.
- Jeroen Smits boek De Prooi, blinde trots breekt ABN Amro (2008).

## Risico’s
Dat deze journalistiek niet zonder risico is, bewijst de reeks moorden op (onderzoeks)journalisten, ook in Europa. De Raad van Europa publiceerde hierover in 2020 A mission to inform: journalists at risk speak out.